# Municipio de Dillon (Illinois)
El municipio de Dillon (en inglés: Dillon Township) es un municipio ubicado en el condado de Tazewell en el estado estadounidense de Illinois. En el año 2010 tenía una población de 1000 habitantes y una densidad poblacional de 10,75 personas por km².

## Geografía
El municipio de Dillon se encuentra ubicado en las coordenadas 40°26′15″N 89°32′56″O / 40.43750, -89.54889. Según la Oficina del Censo de los Estados Unidos, el municipio tiene una superficie total de 93.06 km², de la cual 93,06 km² corresponden a tierra firme y (0 %) 0 km² es agua.

## Demografía
Según el censo de 2010, había 1000 personas residiendo en el municipio de Dillon. La densidad de población era de 10,75 hab./km². De los 1000 habitantes, el municipio de Dillon estaba compuesto por el 97,2 % blancos, el 1,7 % eran afroamericanos, el 0,1 % eran amerindios, el 0,1 % eran asiáticos, el 0,3 % eran de otras razas y el 0,6 % eran de una mezcla de razas. Del total de la población el 0,8 % eran hispanos o latinos de cualquier raza.